# لي روي سيمونز
لي روي سيمونز (بالإنجليزية: Le Roy Simmons)‏ هو شخصية أعمال وسياسي أمريكي، ولد في 25 يوليو 1905، وتوفي في 8 مايو 1973. انتخب عضو جمعية ولاية ويسكونسن.